# John Moore (General)

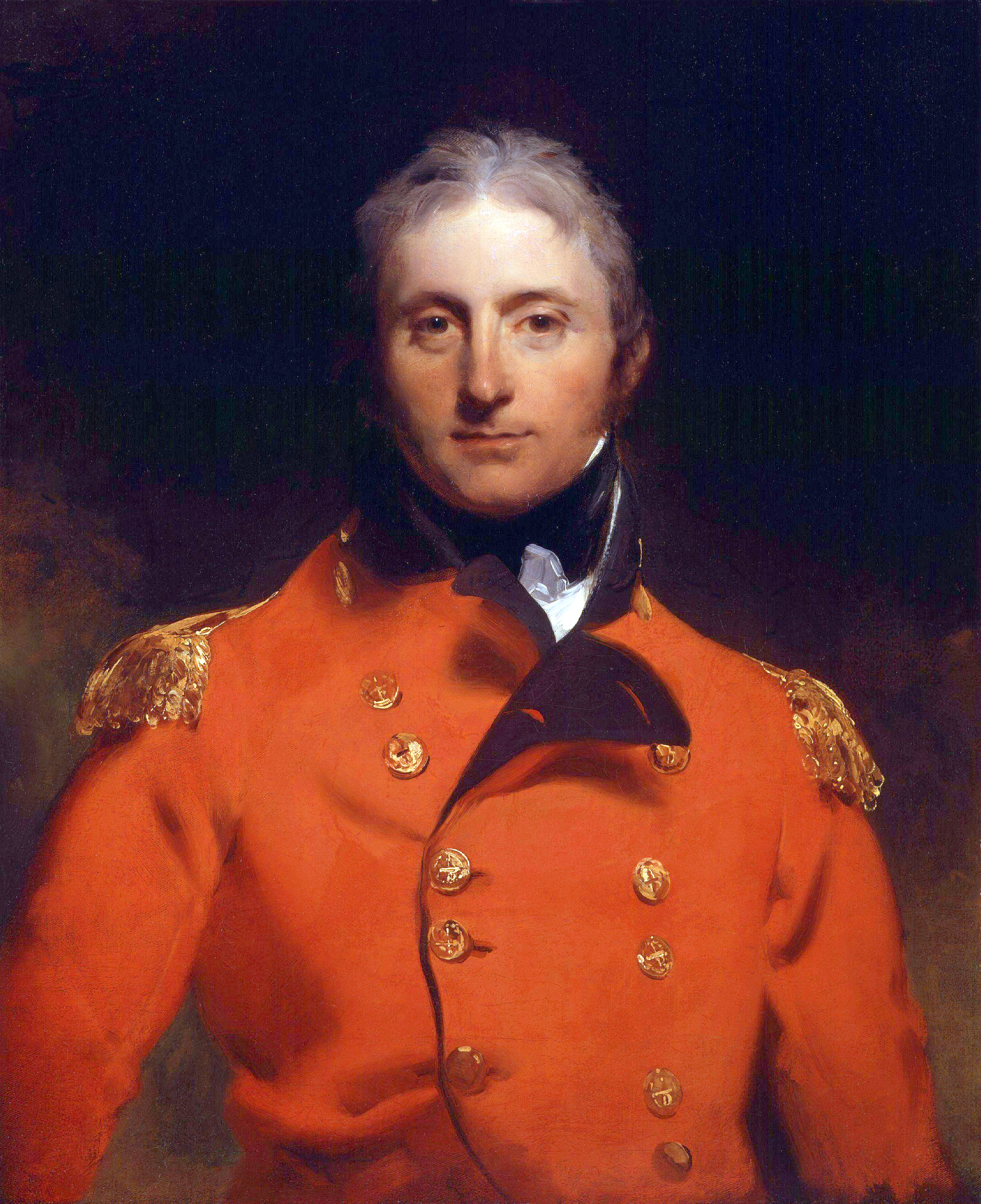
Sir John Moore

Sir John Moore (* 13. November 1761 in Glasgow; † 16. Januar 1809 bei A Coruña) war ein britischer General während der Napoleonischen Kriege, der heute vor allem für seinen berühmten Rückzug nach La Coruña bekannt ist.

## Militärlaufbahn
Moore trat 1776 als Ensign in die britische Armee ein, machte bis 1783 den Amerikanischen Unabhängigkeitskrieg und 1794 die Eroberung von Korsika mit, focht 1796 als Brigadier-General auf den Westindischen Inseln und war im Mai desselben Jahres Gouverneur von Santa Lucia, musste aber 1797 aus Rücksicht auf seine Gesundheit nach Großbritannien zurückkehren.
Von 1784 bis 1790 war er als Abgeordneter für Linlithgow Burghs Mitglied des britischen House of Commons.
Er kämpfte darauf gegen die Rebellen in Irland und 1799 als Major-General beim Invasionsversuch in Holland gegen die Franzosen, 1800 in Ägypten, wo er sich, obschon bei Abukir verwundet, besonders bei der Belagerung von Kairo auszeichnete. 1804 wurde er als Knight Companion des Bathordens geadelt. 1805 erhielt er ein Kommando auf Sizilien und 1808 ein solches über ein Korps von 10.000 Mann, welches die Schweden gegen die Franzosen, Russen und Dänen unterstützen sollte.
Da er sich aber bei der Landung mit Gustav IV. überwarf und von diesem verhaftet wurde, kehrte er mit seinen Truppen nach Großbritannien zurück. Darauf nach Portugal gesandt, vereinigte er sich mit General David Baird und drang bis Burgos vor, wo er von den spanischen Insurgenten Unterstützung zu finden hoffte, musste sich aber, um nicht von der Küste abgeschnitten zu werden, nach La Coruña zurückziehen.
Als er hier die Einschiffung der Truppen anordnete, erreichten ihn am 16. Januar 1809 Soult und Napoleon I. Moore fiel in dem sich entspinnenden Kampf, doch wurde sein Korps gerettet.

## Nach seinem Tode

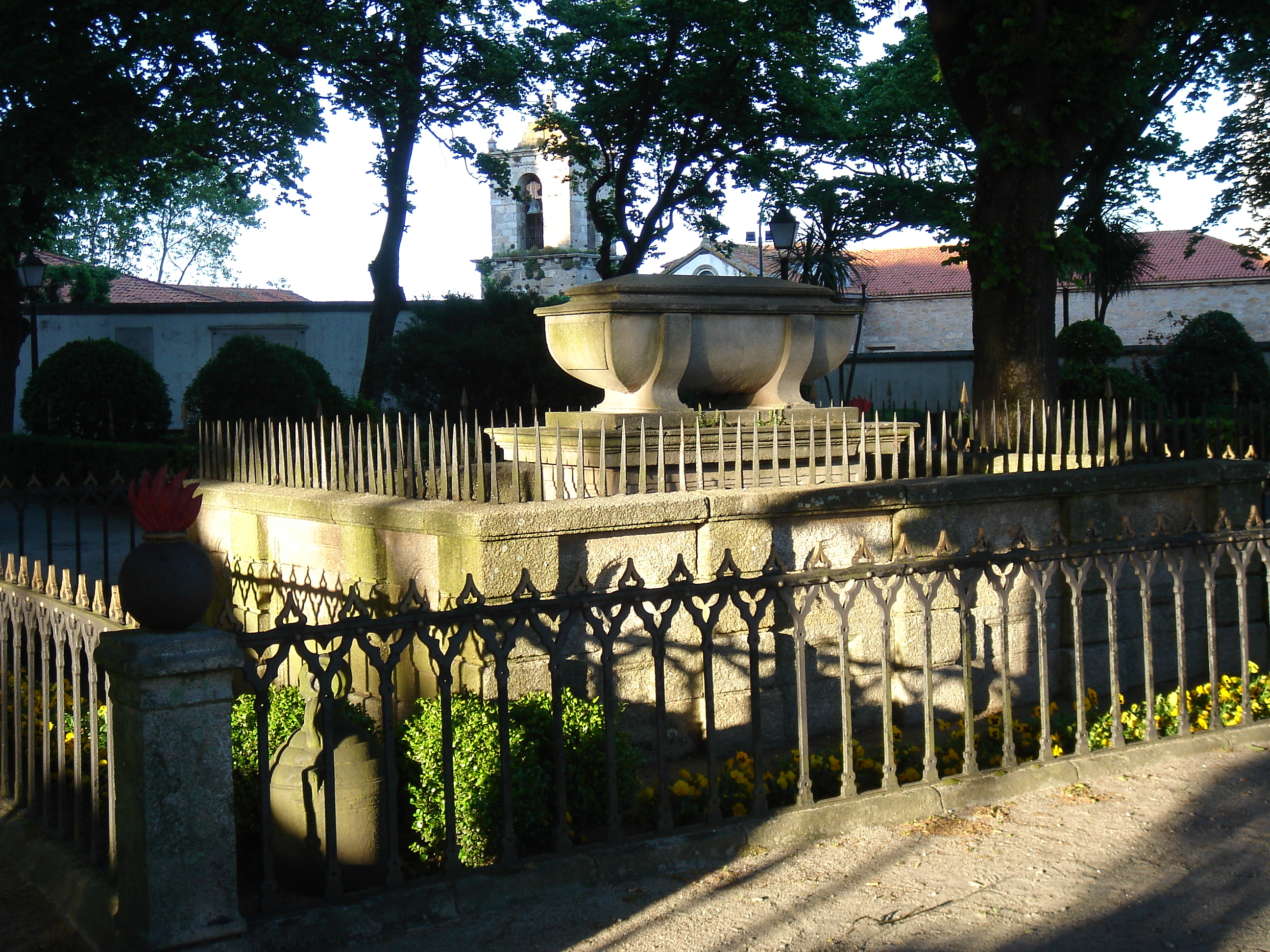
Grab in La Coruña

In der Westminster Abbey und in Glasgow sind ihm Denkmäler errichtet. Sein Bruder gab die Geschichte seines Feldzugs in Spanien (London 1809) und seine Biografie (das. 1834) heraus.
Slowly and sadly we laid him down,

   From the field of his fame fresh and gory;

We carved not a line, and we raised not a stone,

   But we left him alone with his glory.
(Charles Wolfe (1791–1823), The Burial of Sir John Moore after Corunna)
Moore war Freimaurer und Mitglied der Renfrew County Kilwinning Lodge No. 11 in Paisley, Schottland.